# يوشيتيرو ياماشيتا
يوشيتيرو ياماشيتا (山下 芳 輝) ولد في 21 نوفمبر 1977 هو لاعب كرة قدم ياباني متقاعد شارك مع المنتخب الياباني 3 مرات. انضم إلى دوري الدرجة J. 1 مع فريق افيسبا فوكوكا وقال انه بدأ مسيرته الاحترافية في 16 مارس 1996 وسجل أول هدف له في 27 أبريل 1996 ضد كيوتو بيربل سانغا.
وكان عضوا في [[فريق اليابان لبطولة شباب العالم عام 1997 في الفيفا التي استضافتها ماليزيا. وكان عضوا في فريق اليابان للمشاركة في كأس القارات FIFA 2001 وقدم أول مباراة دولية له في البطولة يوم 4 يونيو 2001 ضد البرازيل في استاد كاشيما لكرة القدم.

## روابط خارجية
1. ↑  "Japan - Squad List". الاتحاد الدولي لكرة القدم. مؤرشف من الأصل في 2014-11-15. اطلع عليه بتاريخ 2012-12-28.

- يوشيتيرو ياماشيتا على موقع الاتحاد الدولي (مؤرشف)  (الإنجليزية)
- يوشيتيرو ياماشيتا على موقع رابطة كرة القدم اليابانية للمحترفين (اليابانية)
- يوشيتيرو ياماشيتا على موقع قاعدة بيانات كرة القدم.إي يو (الإنجليزية)
- يوشيتيرو ياماشيتا على موقع ناشيونال فوتبول تيمز (الإنجليزية)
- يوشيتيرو ياماشيتا على موقع Soccerway.com (الإنجليزية)
- يوشيتيرو ياماشيتا على موقع عالم كرة القدم.نت (الإنجليزية)